# Норлла Амірі
Норлла Амірі (Дарі: نورالله امیری / швед. Norlla Amiri; нар. 23 серпня 1991, Мальме, Швеція) — афганський та шведський футболіст, фланговий півзахисник шведського клубу «Аріана» та національної збірної Афганістану.

## Клубна кар'єра
Вихованець клубу «БК Олімпік» з Мальме. На юнацькому та молодіжному рівні також грав за ЛБ 07 і «Рерс'єрстаден». Напередодні старту сезону 2009 року Амірі перебрався в «Лілла Торг» з Рерс'єрстадена. Він забив п'ять м'ячів протягом сезону у Дивізіоні 2 «Седра Готаланд» та став найкращим бомбардиром клубу. Наступного сезону Амірі знову став найкращим бомбардиром клубу, цього разу з шістьма забитими м'ячами.
Після того, як "Лілла Тор"г вилетів у Дивізіон 3, Амірі підписав контракт на сезон 2011 року з «Лундом». У 2013 році виступав за «Преспа Бірлік». У грудні 2013 року повернувся в «Лунд», з яким підписав дворічний контракт. У сезоні 2014 року «Лунд» не потрапив у Супереттан, але Амірі став найкращим бомбардиром ліги з 9 голами та 14 результативними передачами.
31 березня 2015 року підсилив «Треллеборг», з яким підписав 3-річний контракт. Дебютував у чемпіонаті за клуб 13 квітня 2015 року в переможному (3:2) поєдинку проти «Ескілсмінни». На 66-й хвилині він вийшов на заміну Фуркана Моторі. 16 серпня 2015 року забив свої дебютні м'ячі (на 8-й та 25-й хвилині) в чемпіонаті в переможному (7:0) поєдинку проти «Норрбю». У липні 2017 року стало відомо, що контракт з Амірі не буде продовжений й він залишить команду після закінчення сезону. 1 серпня 2017 року став гравцем клубу Дивізіону 1 «Розенгард 1917». Дебютував за нову команду в чемпіонаті 19 серпня 2017 року у програному (1:2) виїзному поєдинку проти «Шевде АІК». У перерві його замінив Ісмаель Хусейн. У грудні 2017 року стало зрозуміло, що Амірі повернувся в «Лунд».
У липні 2018 року приєднався до клубу «Аріана» з Дивізіону 6. У сезоні 2018 року зіграв за клуб сім матчів та відзначився 4-ма голами. У сезоні 2019 року відзначився 10-ма голами у 19 матчах у Дивізіоні 5. У сезоні 2020 року провів 11 матчів у Дивізіоні 4.

## Кар'єра в збірній
У травні 2015 року вперше викликаний до складу збірної Афганістану. Дебютував за національну команду 16 червня 2015 року у переможному (1:0) поєдинку проти Камбоджі. Свій перший м'яч забив 13 жовтня 2015 року в програному (2:5) поєдинку проти Сирії. Амірі викликаний тренером Петаром Шегртом до складу команди на чемпіонат Південної Азії 2015 року. Він зіграв у чотирьох матчах та зайняв друге місце на турнірі, після поразки від Індії у фіналі.

## Статистика виступів

### У збірній

#### По матчах
| Дата       | Місто   | Господарі  | Результат | Гості      | Турнір            | Голи | Примітки |
| ---------- | ------- | ---------- | --------- | ---------- | ----------------- | ---- | -------- |
| 10-9-2019  | Душанбе | Афганістан | 1 – 0     | Бангладеш  | Відбір до ЧС 2022 | -    | 90'      |
| 10-10-2019 | Маскат  | Оман       | 3 – 0     | Афганістан | Відбір до ЧС 2022 | -    | 57'      |
| 14-11-2019 | Душанбе | Афганістан | 1 – 1     | Індія      | Відбір до ЧС 2022 | -    | 62'      |
| 19-11-2019 | Душанбе | Афганістан | 0 – 1     | Катар      | Відбір до ЧС 2022 | -    | 67'      |
| 15-6-2021  | Доха    | Індія      | 1 – 1     | Афганістан | Відбір до ЧС 2022 | -    | 86'      |
| Усього     |         | Матчів     | 5         |            | Голів             | 0    |          |

#### Голи за збірну
| Гол | Дата              | Місце                                                                   | Суперник  | Рахунок | Результат | Змагання                           |
| --- | ----------------- | ----------------------------------------------------------------------- | --------- | ------- | --------- | ---------------------------------- |
| 1   | 13 жовтня 2015    | Ес-Сіб, Ес-Сіб, Оман                                                    | Сирія     | 1–3     | 2–5       | кваліфікація чемпіонату світу 2018 |
| 2   | 12 листопада 2015 | Тахті, Тегеран, Іран                                                    | Камбоджа  | 2–0     | 3–0       | кваліфікація чемпіонату світу 2018 |
| 3   | 11 жовтня 2016    | Шах-Алам, Шах-Алам, Малайзія                                            | Малайзія  | 1–0     | 1–1       | Товариський матч                   |
| 4   | 25 травня 2021    | Центр передового досвіду Джебель Алі, Дубай, Об'єднані Арабські Емірати | Індонезія | 1–0     | 3–2       | Товариський матч                   |

## Досягнення

### Клубні
«Треллеборг»
- Дивізіон 1 Швеції
  -  Чемпіон (1): 2015

### Збірна
- Чемпіонат федерації футболу Південної Азії
  -  Срібний призер (1): 2015